# 长坡岭站
长坡岭站是位于中华人民共和国云南省曲靖市师宗县丹凤街道长坡岭的一个铁路车站，建于1997年，隶属中国铁路昆明局集团管辖，西距昆明站178公里，东距威舍站130公里，南宁站650公里。该站仅办理昆明站与红果站间普慢列车的旅客乘降。

## 历史
建于1997年。